# Джумуртау
Джумуртау (каракалп. Jumurtaw) — посёлок городского типа в Амударьинском районе Каракалпакстана, Узбекистан. Расположен недалеко от берега реки Амударьи у подножья гор Джумуртау. К посёлку проведена железнодорожная ветка от станции Зарпчы (на линии Дашогуз — Найманкуль).
Статус пгт с 1968 года.
Ведётся добыча камня.

## Население
| 1970 | 1979 | 1989 |
| ---- | ---- | ---- |
| 1378 | 2057 | 2574 |